# 都築正男

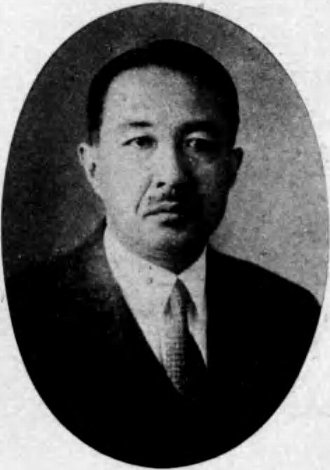
都築正男

都築 正男（つづき まさお、1892年（明治25年）10月20日 - 1961年（昭和36年）4月5日）は、日本の医学者、海軍軍医。最終階級は海軍軍医少将。「原爆症研究の父」と呼ばれる。

## 生涯
兵庫県姫路市に開業医の長男として生まれた。兵庫県立姫路中学校を経て、1910年（明治43年）に旧制第一高等学校に入学。一高では芥川龍之介や矢内原忠雄らと同期だった。1917年（大正6年）に東京帝国大学医科大学医学科を卒業、海軍に進んだ。海軍軍医学校選科学生として東大に再度入学し、塩田広重のもとで外科学を学んだ。1926年（大正15年） 東京大学　医学博士　論文の題は　「硬レントゲン線の生物学的作用に関する実験的研究」。 1927年（昭和2年）、歯科学教室主任に転出、多くの顎顔面領域の手術を行い、口腔外科の分野において大きな功績を残した。1929年（昭和4年）に口腔外科教室教授に昇任。1934年（昭和9年）には塩田の後任として外科学第2講座教授に就任。胸部外科を専攻した。1939年（昭和14年）11月15日、海軍軍医少将に進級し、同年12月21日、予備役に編入された。
1945年（昭和20年）8月、広島・長崎に原子爆弾が投下。広島で被爆した女優・仲みどりが東大病院に入院すると、都築は担当医としてその治療にあたったが、仲は8月24日に死去した。仲の死因を急性放射能症と診断した都築は世界で最初にカルテに「原子爆弾症」と記載した（原爆症第1号）。これをきっかけに彼は被爆者・原爆症患者の治療に関わることとなり、文部省学術研究会議の原子爆弾災害調査研究特別委員会の医学部門の責任者として8月30日に広島市内に入り、現地調査・被爆者救護にあたった。10月には雑誌『総合医学』に放射能障害に関する論文を発表、「原爆症」の実態を広く訴えた。
連合国の占領が始まると、都築はアメリカ側の調査団にも協力したが、1945年（昭和20年）11月、日本学術研究会議の特別委員会で、GHQ/SCAPが原爆に関する研究発表の禁止を命じたことに対し「今この瞬間にも多くの被爆者が次々と死んでいる。原爆症はまだ解明されておらず治療法すらない。たとえ命令でも研究発表の禁止は人道上許しがたい」として、これに強く反発した。このこともあって彼は、海軍軍医少将を兼任していたことを理由に、翌1946年（昭和21年）公職追放処分となり東大退官を余儀なくされた。
1954年（昭和29年）、日本赤十字社中央病院長に就任。同年3月1日にビキニ環礁でおこなわれた水爆実験（キャッスル作戦）で第五福竜丸が被災した際は医学調査を実施し、衆議院で証言をおこなったほか、赤十字国際委員会でも報告をおこなった。
また、1956年（昭和31年）に設置された原子力委員会で専門委員を務め、1959年（昭和34年）には日本放射線影響学会会長（初代）にも就任した。57年アイラ・モリスとエディタ・モリスが設立したヒロシマ・ハウスの発起人。1958年（昭和33年）、姫路市から同市初の名誉市民の称号を贈られた。日本赤十字中央女子短期大学の学長にも就任している。
広島市が編纂した戦後自治体史『広島新史』の「資料編Ⅰ」（1981年刊）は、「都築資料編」と題されており、都築が被爆直後から1946年ころまで収集した被爆者関係資料を収録している。

## 著書
- 『小外科学 四肢篇』克誠堂、1941年。
- 『医学の立場から見た原子爆弾の災害』医学書院、1954年。